# Сахара Бек
Сахара Бек (Дарвин, 1996) аустралијска је певачица и текстописац. Током каријере објавила је два студијска албума, Volume One (2011) и Panacea (2016), као и два ЕП-а, You Could Be Happy (2013) и Bloom (2014). Вишеструко је награђивана на Квинсленд музичким фестивалима.

## Биографија
Бек је рођена 1996. године у Дарвину, Северна територија и потиче из музичке породице. Као дете била је љубитељ Мери Попинс, која ју је инспирисала да почне са певањем. Похађала је часове певања, клавира, гитаре и трубе.

## Каријера
Када је имала тринаест година придружила се наступу локалног музичара Харија Бандуа, на рођендану њеног оца. Банду је омогућио Бековој да наступа на свиркама, а она је за њега написала велики број песама, од којих је он снимио девет. Дана 2. октобра 2011. године Бекова је објавила први студијски албум под називом Volume One за издавачку кућу . Године 2012. Брекова се преселила у Бризбејн где је наставила средњошклолско образовање, а у том периоду две њене песме победиле су на  Квинсленд музичким фестивалима. Њене песме BC Coast FM, HOT 91.1, и Triple J, Triple J Unearthed пуштане су на великом броју аустралијских радио станица и на бројним другим емитерима у Великој Британији, Немачкој и Њујорку. Њена песма You Could Be Happy номинована је за најбољу песму године 2012. године на Квинсленд музичком фестивалу и освојила је награду у категорији „Школа”.
Први ЕП под називом You Could Be Happy Бекова је објавила 31. октобра 2013. године за издавачку кућу , а на њему су се нашли синглови Bang Bang Bang и C'mon Man You're Dead. Њен други ЕП под називом Bloom објављен је 10. октобра 2014. године, такође за издавачку кућу , а на њему су се нашли њени хит синглови Brother, Sister и  Pretender, који су се пуштали на великом броју радио станица у Аустралији.
Године 2015. Бекова је освојила награду на Квинсленд музичком фестивалу за најпопуларнију женску особу у избору публике. Током 2015. године Бекова је имала турнеју са певачицом Кејти Нунан, где су промовисали њен албум Songs That Made Me.
Бекова је 22. априла 2016. године објавила албум Panacea за издавачку кућу Sugarrush Records. На албуму се нашао сингл Here it Comes, а након његовог објављивања, певачица је имала музичку турнеју. Године 2017. Бекова је отпевала песму Only We Know уз подршку Симфонијског оркестра из Квинсиленда, за потребе телевизијске рекламне кампање о туризму Квинсиленда. Певачица је у августу 2018. године објавила сингл Here We Go Again под покровитељством издавачке куће Dew Process, а касније је за ту песму снимила и видео-спот. Након тога, Бекова је најавила турнеју „Here We Go Again”, коју је имала током септембра и новембра 2018. године.
У марту 2018. године, Бекова је објавила сингл под називом I Haven't Done A Thing Today, који је продуцирао Тони Бучен.

## Дискографија
| Назив      | Детаљи                                                  |
| ---------- | ------------------------------------------------------- |
| Volume One | - Датум објављивања: 2. октобар 2011. - Издавачка кућа: |
| Panacea    | - Датум објављивања: 22. април 2016. - Издавчка кућа:   |

### ЕП-ови
| Назив              | Детаљи                                                   |
| ------------------ | -------------------------------------------------------- |
| You Could Be Happy | - Датум објављивања: 31. октобар 2013. - Издавачка кућа: |
| Bloom              | - Датум објављивања: 10. октобар 2014. - Издавачка кућа: |